# Honky Cat
Honky Cat è un singolo di Elton John pubblicato nel 1972.

## Il disco
Honky Cat è stata composta da Elton John, il testo è di Bernie Taupin. È la prima traccia dell'album Honky Château.
La intro pianistica si rifà molto ad uno stile orientaleggiante; e comunque il pianoforte di Elton domina tutta la melodia ed è sempre udibile; potrebbe risultare difficile invece riconoscere il basso, soprattutto sul vinile. Non viene utilizzata nessuna chitarra; piuttosto, spicca una sezione di strumenti a fiato (trombone, tromba e sassofoni) R&B, arrangiata da Gus Dudgeon, ed è messo in evidenza anche il banjo (suonato da Davey Johnstone). Si tratta, in definitiva, di una produzione di altissimo livello nel panorama musicale (in special modo nel piano rock), potrebbe essere benissimo considerata soul e New Orleans jazz.
Quando fu pubblicata come singolo, raggiunse la top ten della classifica Billboard, ma non andò oltre la 31ª posizione in Gran Bretagna (in Australia non entrò nemmeno in classifica); negli Stati Uniti, invece, il brano raggiunse l'ottavo posto. 
È oggi considerato uno dei classici più famosi dell'intero repertorio di Elton John.